# Rafinérie Dourá
Rafinérie Dourá je jedna z významných rafinérií v Iráku. Nachází se na břehu řeky Tigris, jižně od centra Bagdádu. Jejím provozovatelem je společnost Midland Refineries. Patří k předním průmyslovým zařízením iráckého ropného průmyslu. Rozkládá se na ploše 2 500 000 m².

## Historie
Rafinerie byla vybudována americkými společnostmi v letech 1953 až 1954. Stavební práce trvaly rok a půl a podílely se na nich čtyři tisíce lidí. Její vybudování za pomoci zahraničních investorů bylo velkým snem tehdejšího iráckého panovníka. Do té doby totiž musela být irácká ropa přepravována do zahraničí, kde byla zpracovávána. Dělo se tak většinou v nedalekém Íránu. Nová rafinérie dokázala zpracovat 24 tisíc barelů ropy, které pocházely většinou z ropných polí v nedalekém Kirkúku.
Na místo původních západných odborníků, kteří ji provozovali, nastoupili vyškolení Iráčané po roce 1958. Závod byl rozšiřován a postupně byla navyšována i jeho kapacita. Například v roce 1969 se rozšířil o výrobu kerosenu, toto rozšíření vybudovala československá společnost Technoexport.
V roce 1972 byla současně s celým iráckým ropným průmyslem znárodněna. V následujících letech místní odborníci pomáhali rozvíjet obdobné závody jinde v zemi, např. v Basře.
Během irácko-íránské války byla klíčový cílem pro íránské letectvo. Íránci nicméně neuspěli s pokusem závod vybombardovat. Významné investice zmíněnou společností Technoexport zde byly provedeny po skončení konfliktu. Produkce byla navýšena na 140 000 barelů denně, postaveny nové zásobníky a výměníky tepla a recyklační linka. Poškozena byla během amerických náletů na Bagdád v roce 1991, avšak jako strategický objekt byla velmi rychle opravena a uvedena do provozu. 
V provozu nicméně dlouhou dobu zůstávala pod úrovní nezbytnou pro potřebu mezinárodního obchodu a vyráběla produkty vhodné spíše pro domácí průmysl. Před rokem 2003 měla být modernizována ve spolupráci s ruskými společnostmi, nicméně se tak nestalo. V roce 2003 byla její produkce 80 000 barelů ropy/den. Po dobytí Bagdádu Američany byla opevněna, aby nebyla vyrabována tak, jako jiná místa v Iráku po skončení bojů.
V roce 2021 byla kapacita rafinérie navýšena. Produkuje 140 000 barelů denně.